# Północ (Rybnik)
Rybnik-Północ – jedna z dzielnic Rybnika, która graniczy od południa z centrum miasta, liczy ok. 7380 mieszkańców.
W dzielnicy znajduje się m.in.: Kaplica św. Urbana przy ul. Gliwickiej, Cmentarz komunalny w Rybniku, Stadion Miejski w Rybniku, basen „Ruda”, Państwowy Szpital dla Nerwowo i Psychicznie Chorych w Rybniku oraz hipermarket Carrefour wraz z Galerią Śląską.